# Shorea ovata
Shorea ovata är en tvåhjärtbladig växtart som beskrevs av William Turner Thiselton Dyer och Dietrich Brandis. Shorea ovata ingår i släktet Shorea och familjen Dipterocarpaceae. Inga underarter finns listade i Catalogue of Life.